# Casali (Unternehmen)

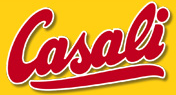
Markenlogo

Casali ist eine Marke des österreichischen Süßwaren-Herstellers Manner. Sie geht auf ein Unternehmen gleichen Namens zurück, das 1970 von Manner übernommen wurde. Seitdem bietet Manner unter dem Namen Casali Schokobananen, Rumpralinen und andere Süßigkeiten an.

## Geschichte
Die Wurzeln der Firma Casali reichen bis 1792 zurück. Damals gründete Joseph Casali in Triest das Unternehmen, das Rosolio (Rosen(blüten)likör), Rum und Punsch erzeugte. Die Spirituosen und Liköre von Casali wurden in die gesamte Monarchie verkauft. Im Jahr 1804 übernahm der Sohn Julian Casali einen Betrieb, der schon im gesamten Kaisertum bekannt war und auch den österreichischen Kaiserhof belieferte.
Während der Franzosenkriege am Anfang des 19. Jahrhunderts verschlechterte sich die wirtschaftliche Situation in Triest, sodass Julian Casali für eine Übersiedlung des kompletten Betriebes im Jahr 1810 nach Wien bei Kaiser Franz I. ansuchte. Nach der Genehmigung errichtete Casali in Wien, in der heutigen Margaretenstraße 91, eine neue Erzeugungsstätte.
Im Jahr 1863 ging das Unternehmen in das Eigentum des Neffen Joseph Coloquatti über. Dieser benannte die Firma in „J. Casalis Neffe“ um.
Im Jahr 1913 wurde das Unternehmen an Adolf Beer verkauft. Er und seine drei Söhne führten das Unternehmen erfolgreich durch den Ersten Weltkrieg. Die Familie Beer erweiterte die Produktion um die Süßwarenprodukte. So wurden die bereits bekannten Schoko-Bananen und andere Süßigkeiten erzeugt.
Im Jahr 1935 übersiedelte das Unternehmen nach Favoriten in ein größeres Betriebsgebäude. Das Erzeugungsprogramm umfasste Waffeln, Kekse und Bonbonnieren.
Nach dem „Anschluss“ wurde Casali arisiert. Während des Zweiten Weltkrieges wurden die Fabrikationsstätten in der Laxenburger Straße durch Bomben stark beschädigt.
Nach Ende des Krieges wurde das Unternehmen an die Familie Beer restituiert. Nachdem die Familie aber bereits in Venezuela eine neue Süßwarenfabrik aufgebaut hatte, wurde das österreichische Unternehmen verkauft. Im Jahr 1955 kaufte es Franz Andres, der bereits 1948 die Firma Napoli gegründet hatte und fusionierte die Unternehmen. Casali-Napoli wurde dadurch nach Manner der zweitgrößte Süßwarenhersteller Österreichs.
Nach wie vor wurden sowohl Likörspezialitäten und Weinbrände als auch die alkoholhaltigen Süßwaren hergestellt. Auch die bekannten Mozartkugeln wurden von Casali hergestellt.
Im Jahr 1970 wurde die Firma Casali-Napoli von Manner aufgekauft, wodurch der Konzern Österreichs Marktführer wurde.

## Produkte

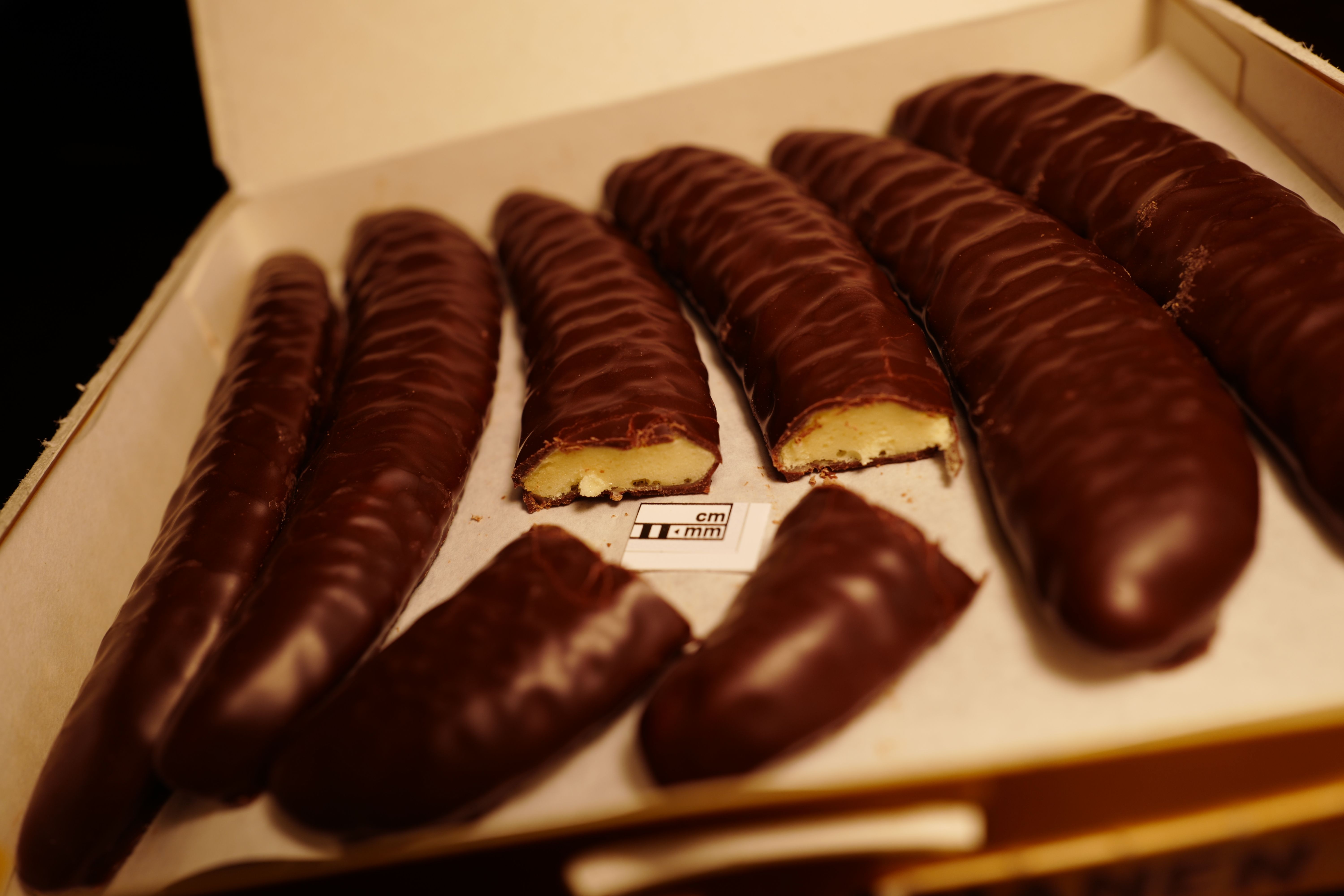
Schoko-Bananen der Marke Casali (2018)

Eines der bekanntesten Produkte von Casali ist die Schoko-Banane. Erfunden oder entwickelt wurde diese Süßigkeit in der Zeit des Ersten Weltkrieges. Durch Adolf Beer wurde ein Schaumzucker mit Bananengeschmack entwickelt. In Schokolade gehüllt, wurde es auch in eine Bananenform gebracht.
In dieser Machart wurde es bis in die 1960er Jahre erzeugt. Zu dieser Zeit wurde es erstmals mit echtem Bananenmark gefüllt. In den 1980er Jahren wurde ein Lizenzabkommen mit Chiquitabananen geschlossen, deren Logo fortan zusammen mit dem Schriftzug „natürlich mit Chiquita Bananen“ auf der Schachtel angebracht wurde. Dies hat man Anfang 2015 zugunsten von Fairtrade International aufgegeben; Casali wirbt seitdem mit deren Siegel und damit, dass insgesamt  58 % der Zutaten der Süßware im Einklang mit den durch „Fairtrade International“ definierten Standards erwirtschaftet werden. Die für die Produktion verwendeten Bananen sind seitdem keinem speziellen Exporteur mehr zugeordnet.
Ein weiteres bekanntes Produkt sind die Rum-Kokos-Kugeln, die im Gegensatz zu herkömmlichen Rumkugeln aus einer Schokolade-Kokos-Masse bestehen und flüssig mit Rum gefüllt sind.